# Lycastopsis riojai
Lycastopsis riojai är en ringmaskart som beskrevs av Bastida-Zavala 1991. Lycastopsis riojai ingår i släktet Lycastopsis och familjen Nereididae. Inga underarter finns listade i Catalogue of Life.